# Yijiang (sockenhuvudort i Kina, Jiangxi Sheng, lat 27,70, long 115,35)
Yijiang är en sockenhuvudort i Kina. Den ligger i provinsen Jiangxi, i den sydöstra delen av landet, omkring 120 kilometer sydväst om provinshuvudstaden Nanchang. Antalet invånare är 11 811. Befolkningen består av 5 466 kvinnor och 6 345 män. Barn under 15 år utgör 22,0 %, vuxna 15-64 år 69 %, och äldre över 65 år 7,0 %.
Runt Yijiang är det ganska tätbefolkat, med 160 invånare per kvadratkilometer. Närmaste större samhälle är Jiebu, 7,9 km norr om Yijiang. Trakten runt Yijiang består till största delen av jordbruksmark.
Genomsnittlig årsnederbörd är 2 066 millimeter. Den regnigaste månaden är juni, med i genomsnitt 330 mm nederbörd, och den torraste är oktober, med 24 mm nederbörd.